# Terzijský most

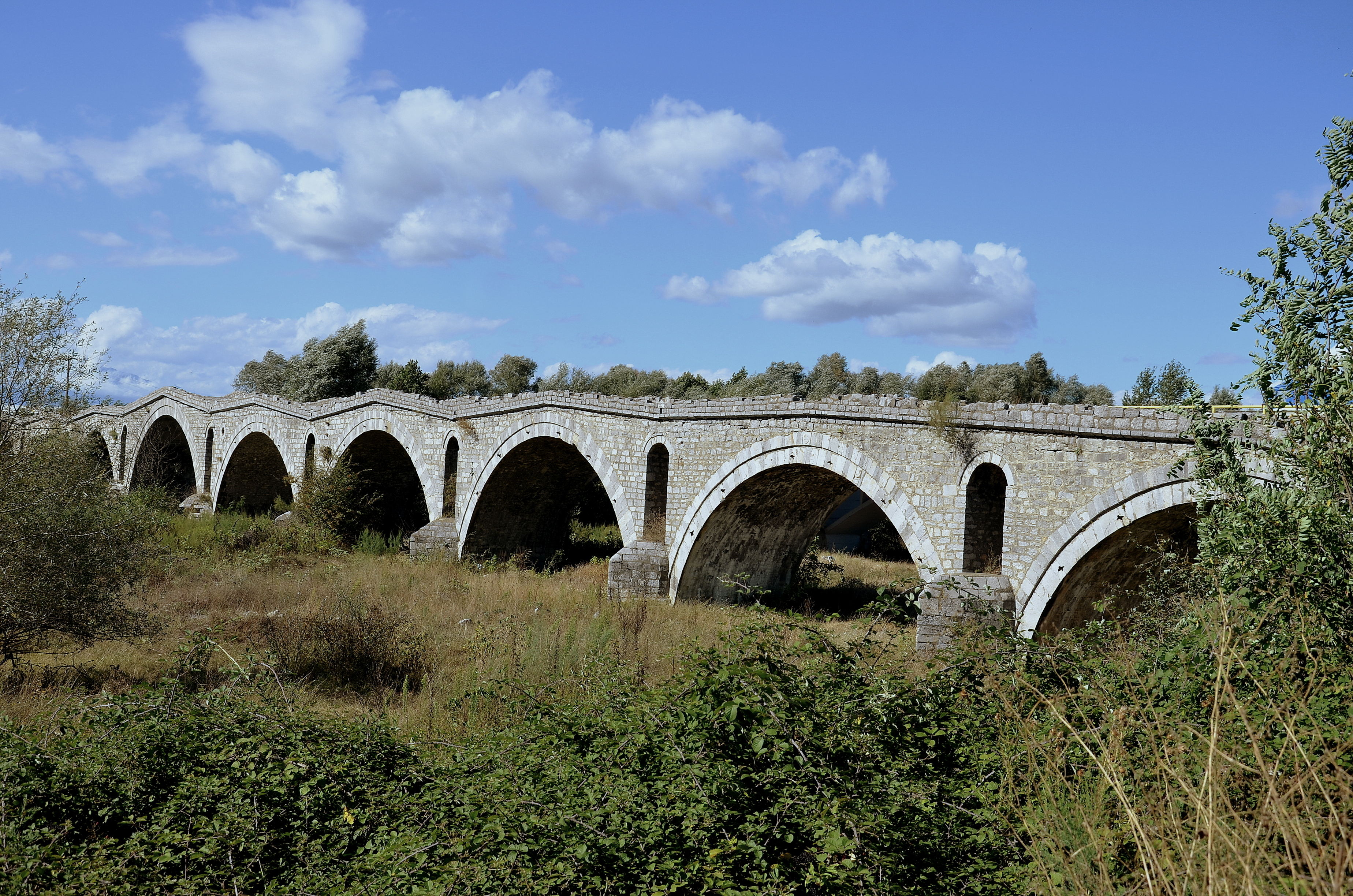
Oblouky mostu

Terzijský most (albánsky Ura e Terziut, srbsky Терзијски мост/Terzijski most, turecky Terzi Köprüsü) se nachází v blízkosti vesnice Bistražin u města Đakovica na území Kosova. Pochází z dob Osmanské říše.

## Popis
Most má celkem 11 oblouků a byl vybudován z pravidelně tesaných kamenných bloků. Je dlouhý přes 190 metrů a šířka mostovky dosahuje 3.5 m.

## Historie
Most byl vybudován nejspíše na konci 15. století a přebudován ve století osmnáctém. Překonává řeku Erenik a byl součástí obchodní stezky z města Đakovica do Prizrenu na jihu Kosova. Jeho výstavbu financoval krejčířský spolek (z tureckého terzya esnaf), jak dokládá dobový nápis na mostě. Podle svého investora získal most také název, který se používá jak v srbštině, tak v albánštině.
V letech 1982–1984 proběhly na mostě restaurační práce. V současné době je památkově chráněn; dle srbského ministerstva kultury se jedná o kulturní památku mimořádného významu již od roku 1990, kosovské památkové úřady jej evidují jako kulturní památku pod číslem 863.